# José Graña
José Alejandro Graña Miró-Quesada (Lima, 5 de noviembre de 1945) es un arquitecto y empresario peruano.

## Biografía
Es hijo de Alejandro Graña Garland y de Enriqueta Miró Quesada Garland. Su madre es hija del periodista Luis Miró Quesada de la Guerra y hermana del reconocido arquitecto Luis Miró Quesada Garland y del periodista Alejandro Miró Quesada Garland. Es primo de Luis Miró-Quesada Valega, exdirector del diario El Comercio, y de Hernando Graña Acuña.
Realizó sus estudios universitarios en arquitectura en la Universidad Nacional de Ingeniería en Lima. Estudió el Programa de Alta Dirección de la Universidad de Piura y también estudió en la Escuela Superior de Administración de Negocios para Graduados (ESAN).
Entre 1991 y el 2014, fue miembro del directorio de Empresa Editora El Comercio S.A., Además, ha sido parte del directorio del Banco de Crédito del Perú, Repsol, Telefónica del Perú, Mexichem Amanco Holding, de la Refinería La Pampilla, Embotelladora Latinoamericana S.A. y Edegel. 
Graña Miró Quesada ha sido también Director del Museo de Arte de Lima, del Instituto Peruano de Acción Empresarial (IPAE), de la Cámara Peruana de Construcción (CAPECO), Confederación Nacional de Instituciones Empresariales Privadas (CONFIEP), de la Asociación Patrocinadora de la Escuela de Administración de Negocios para Graduados (APESAN), del Patronato de Lima y del Consejo Empresario de América Latina – CEAL Perú.
Fue Presidente del grupo Graña y Montero hasta que, por motivos del escándalo con la empresa brasileña Odebrecht renunció al cargo. Durante el caso de corrupción con Odebrecht, fue detenido en diciembre del 2017 y liberado en abril del 2018. Finalmente se volvió colaborador eficaz tras confesar su participación en la organización criminal y delatar los sobornos que su constructora había pagado a funcionarios peruanos. Es también miembro de la Familia Miró Quesada, que controla el diario El Comercio, el grupo mediático más importante del Perú.